# Ivana Raca
Ivana Raca (in serbo Ивана Раца?; Larnaca, 10 settembre 1999) è una cestista serba con cittadinanza cipriota.

## Biografia
È la figlia dell'allenatore ed ex cestista Dragan Raca. Anche la sorella Tijana è cestista.

## Carriera
Con la Serbia ha disputato i Campionati mondiali del 2022 e i Campionati europei del 2023.